# André Lagarrigue

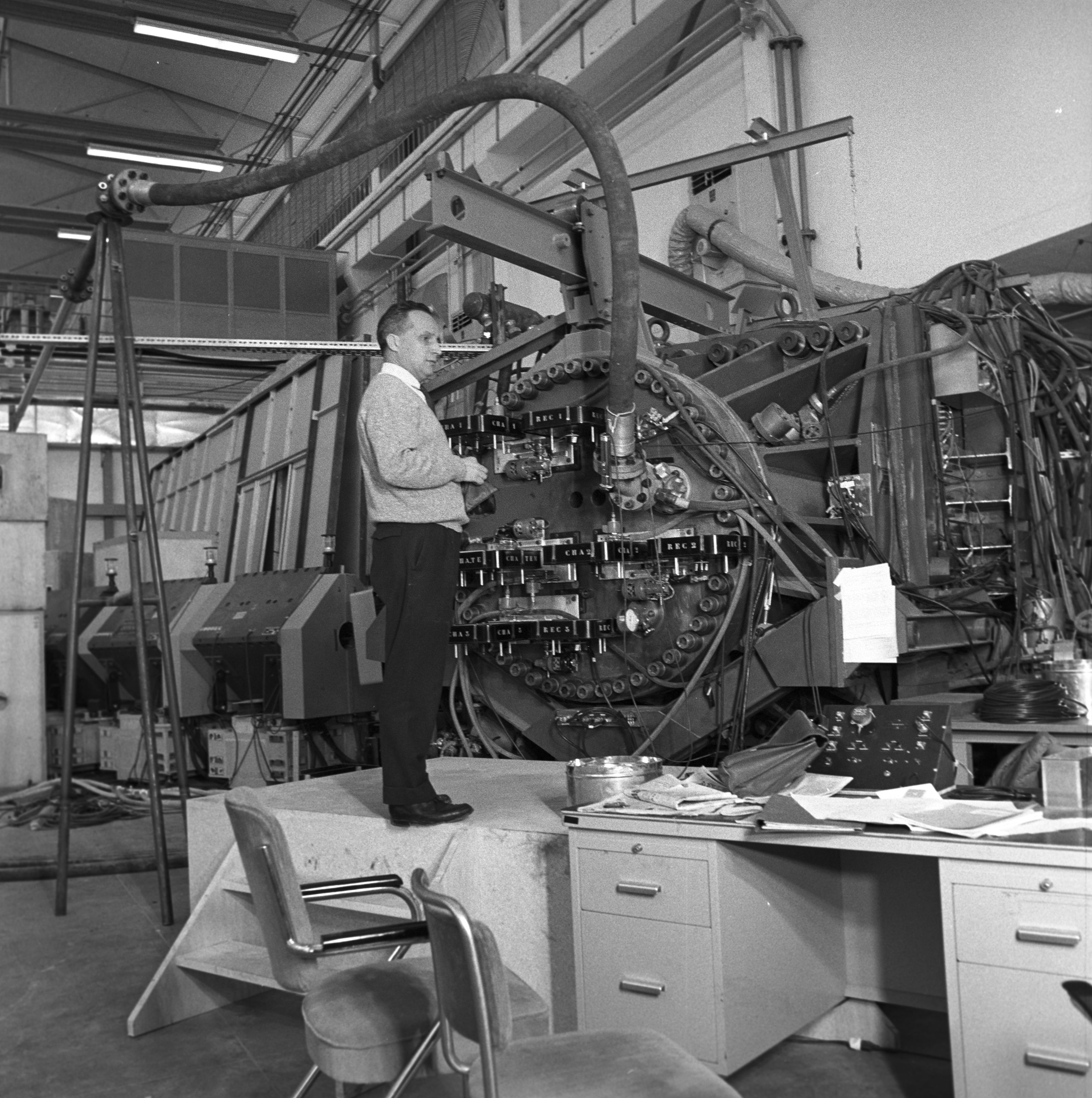
André Lagarrigue

André Lagarrigue (* 1924 in Aurillac, Auvergne; † Januar 1975 in Orsay, Île-de-France) war ein französischer experimenteller Teilchenphysiker.
Lagarrigue studierte ab 1945 an der École polytechnique. Nach dem Abschluss war er im Labor von Louis Leprince-Ringuet, die Kosmische Strahlung untersuchte. Er wurde bei Charles Peyrou promoviert, wobei er für seine Dissertation eine Wilson-Kammer zur Untersuchung kosmischer Strahlung baute. Er war an der University of California, Berkeley, wo er bei William Fretter am Bevatron forschte. 1955 kehrte er nach Frankreich in das Labor von Leprince-Ringuet zurück. Er befasste sich mit dem Bau von Blasenkammer-Detektoren zuerst am Beschleuniger Saturne im Forschungszentrum des CEA in Saclay, dann ab 1961 am CERN. Er gehörte damals wie Albert Messiah zu den Physikern in Frankreich, die die Physik-Ausbildung an den Universitäten gründlich modernisierten. Später war er auch Leiter einer Kommission, die den Physikunterricht an Gymnasien reformierte (Commission Lagarrigue). 1964 wurde er Professor an der neu gegründeten Ausgliederung der Universität Paris in Orsay, der späteren Universität Paris-Süd. 1969 bis 1975 leitete er dort das Labor für Linearbeschleuniger (Laboratoire de l'accélérateur linéaire, LAL). Er gehört zu den Initiatoren des Gargamelle-Experiments, einer großen Blasenkammer am CERN, die beim CEA gebaut und 1970 am CERN installiert wurde. Mit ihr wurden 1973 schwache neutrale Ströme entdeckt (Z-Boson). Die Entdeckung geschah in scharfem Wettbewerb  mit Fermilab (EA1 Kollaboration, Carlo Rubbia, Lawrence Sulak, A. K. Mann, D. Cline), die Gargamelle Gruppe veröffentlichte aber zuerst.
Lagarrigue war Mitglied mehrerer CERN-Kommissionen. 1975 war er zweiter Preisträger des Prix Ampère der Académie des sciences. Er starb 1975 an einem Herzinfarkt nach einer Vorlesung in Orsay.
Die Französische Physikalische Gesellschaft stiftete in seinem Andenken den Prix André Lagarrigue. Ein Saal der École Polytechnique ist nach ihm benannt.